# Broadcom Corporation
A Broadcom Corporation foi uma empresa multinacional americana de semicondutores fundada por Henry Samueli e Henry T. Nicholas III da Universidade da Califórnia em Los Angeles (UCLA) em 1991. 
Em 1998, tornou-se uma empresa pública na NASDAQ. Em 2016, foi adquirida pela Avago Technologies por US$ 37 bilhões. No início, a entidade resultante da fusão era conhecida como Broadcom Limited, e atualmente opera como uma subsidiária integral da entidade resultante da fusão, a Broadcom.